# Fritz Müller (Pädagoge)
Fritz Müller (* 16. Mai 1887 in Hohenstein; † 7. Juli 1968 in Karl-Marx-Stadt) war ein Chemnitzer Sozial- und Reformpädagoge.
Der Name Fritz Müller ist vor allem mit der Chemnitzer Humboldtversuchsschule verbunden, wo er eine koedukative und jahrgangsübergreifende Gruppe, die „Gruppe Müller“, führte.

## Leben und Wirken
Sein Vater war der Uhrmachermeister Julius Eduard Adolf Rudolf Müller (* 14. April 1863 in Kempen). Seine Mutter war Louise Auguste Müller, geb. Aurich (* 29. August 1863) in Grüna bei Chemnitz.
1907 absolvierte Müller das Lehrerseminar in Annaberg. Erste pädagogische Praxiserfahrungen sammelte er in Glauchau, ab 1910 im Schuldienst Chemnitz. Er verfolgte seit Beginn seiner Lehrertätigkeit interessiert die reformpädagogischen Diskussionen und hospitierte in zahlreichen Landerziehungsheimen. 1923 wurde Müller an die Chemnitzer Humboldtversuchsschule versetzt, die sich von 1921 bis 1933 und wiederum von 1948 bis 1951/52 zu einer sächsischen Reformpädagogik-Hochburg mit überregionaler Bekanntheit entwickelte – und damit auf der Weltbundtagung der New Education Fellowship 1927 in Locarno Aufmerksamkeit erregte. Müller prägte das spezifische reformpädagogische Profil für zwei Versuchsschulgenerationen.
Seit 1924 erprobte er jahrgangsübergreifenden und koedukativen Unterricht, um den Gemeinschaftsgedanken der Chemnitzer Versuchsschule zu stärken. Dazu initiierte er einen zunächst acht, später zehn Jahrgänge übergreifenden Unterricht und integrierte auch interessierte Eltern punktuell in den Klassenverband.
Müllers reformpädagogische Aktivitäten erstreckten sich von Anfang an auch auf viele sozialpädagogische Handlungsfelder.
1933 wurde Müller von den Nationalsozialisten aus dem Schuldienst entfernt. Müller beteiligte sich – von der Gestapo unaufgeklärt – an der Beherbergung Carl Friedrich Goerdelers (1884–1945).
Nach Ende des Zweiten Weltkrieges wurde Müller sogleich zum Schulleiter berufen. So leitete er zunächst die Ludwig-Richter-Schulen, seit April 1945 die Otto-Rötzscher-Schule. Gleichzeitig engagierte er sich in der Neulehrerausbildung und koordinierte seit September 1946 die einzigartige Wiedereröffnung der Humboldtversuchsschule mit Tagesheim und Kindergarten.
1948 wurde in der DDR die Abkehr von der Reformpädagogik zugunsten didaktischer Prinzipien nach sowjetischem Vorbild staatlich verordnet. Er selbst durfte nicht an der 1948 wiederbegonnenen Versuchsschularbeit mitarbeiten. Weil er sich im Zuge der politischen Entwicklung in der Sowjetischen Besatzungszone nicht vereinnahmen ließ, wurde er wieder aus dem Schuldienst entfernt.
Ab 1948/1949 war er als Sozialpädagoge für elternlose Kinder und Jugendliche in sächsischen Kinderheimen tätig, bevor er bis zum Eintritt in den Altersruhestand behinderte Jugendliche an der Chemnitzer Handwerkerschule betreute.

## Schriften
- Dramatisches Gestalten in der Volksschule (=Die Lebensschule – Schriftenfolge des Bundes Entschiedener Schulreformer Heft 17) Verlag C. A. Schwetschke & Sohn, Berlin 1925